# Comté de Lanier
Pour les articles homonymes, voir Lanier.
Le comté de Lanier est un comté de Géorgie, aux États-Unis.

## Démographie
| 1930  | 1940  | 1950  | 1960  | 1970  | 1980  |
| ----- | ----- | ----- | ----- | ----- | ----- |
| 5 190 | 5 632 | 5 151 | 5 097 | 5 031 | 5 654 |

| 1990  | 2000  | 2010   | - | - | - |
| ----- | ----- | ------ | - | - | - |
| 5 531 | 7 847 | 10 078 | - | - | - |